# Promedia Verlag
Der Promedia Verlag ist ein österreichischer Buchverlag mit Sitz in Wien. Der Verlag wurde im Jahr 1982 gegründet.

## Geschichte
Der Promedia Verlag wurde 1982 von dem Buchhändler Erich Ertl (1953–2012) in Wien gegründet. Zu den ersten Publikationen zählten Werke, die sich kritisch mit dem Zeitgeist in Österreich auseinandersetzten, so etwa Bücher von Erich Fried, Karl Wiesinger und Harald Irnberger sowie Aufzeichnungen zum antifaschistischen Widerstand. Mitte der 1990er Jahre übernahm Hannes Hofbauer die Verlagsleitung. Seit 2011 ist auch Stefan Kraft Teilhaber des Verlags.

## Verlagsprogramm
Die Schwerpunkte des Verlagsprogramms liegen auf politischen, kulturhistorischen und sozialwissenschaftlichen Titeln sowie auf historischen Reisereportagen, gesellschaftskritischer Literatur und Büchern zu Architektur und Küche. Zu einer Reihe des Verlags zählt die Edition Frauenfahrten, in der historische Berichte von Reisenden wie Ida Pfeiffer, Mary Montagu, Clärenore Stinnes und Freya Stark veröffentlicht wurden.
In der Edition Brennpunkt Osteuropa erscheinen Sachbücher zu Politik und gesellschaftlicher Entwicklung in den osteuropäischen Ländern und vor allem der ehemaligen jugoslawischen Teilstaaten. Viele davon weisen einen dezidiert antiwestlichen, prorussischen Standpunkt auf. Mit den regelmäßig publizierten Reihen Historische Sozialkunde und Edition Weltregionen gibt der Verlag Forschungsliteratur heraus, die von Wissenschaftlern an österreichischen und deutschen Universitäten verfasst wird. Bücher zur Zeitgeschichte Österreichs und Wiens („Viennensia“, Nachdrucke historischer Studien über Wien von der Mitte des 19. bis zum ersten Drittel des 20. Jahrhunderts) gehören genauso zum Verlagsprogramm wie die Edition Kritische Forschung, in der junge Wissenschaftler zu Wort kommen.
2005 geriet der Verlag in die Kritik wegen Herausgabe des unter Antisemitismusverdacht stehenden Buches Die Blumen aus Galiläa.
Etwa 500 Titel sind 2023 im Programm des Verlag.

## Autoren (Auszug)
| - Tamar Amar-Dahl - Martin Balluch - Stefan Bollinger - Noam Chomsky - Helmut Dahmer - Bärbel Danneberg - Diether Dehm - Terry Eagleton - Robert Fisk - Hannes Hofbauer | - Ivan Ivanji - Andrea Komlosy - Hermynia Zur Mühlen - Thomas Rothschild - Israel Schamir - Fabian Scheidler - Hilde Schmölzer - Richard Schuberth - Margarete Schütte-Lihotzky | - Rolf Schwendter - Song Du-yul - Immanuel Wallerstein - Helmut Weihsmann - Claudia von Werlhof - Karl Wiesinger - Winfried Wolf - Moshe Zuckermann - Rainer Werning - Walter Wippersberg |